# 文化復興基金
文化復興基金（Culture Recovery Fund）は、新型コロナウイルス感染症の世界的流行に対する反応として、イギリス政府が発布した助成金計画である。この基金は国や地方の規制により財政的に発展性がなくなったイングランドの文化的団体（劇場、美術館や音楽ホールなど）を財政的に支援することを目的としており、イングランド芸術協議会により運営されている。

## 創設と運営
この基金は2020年7月に当時の財務大臣リシ・スナクが当初「英国文化への単発投資」として公表した。スナク財務大臣はまたこの基金の評価額を15億7000万ドルとすると公表した。デイモン・バッフィーニが基金の管理を担う機関である文化復興委員会委員長に就任することが発表された。

### 文化復興委員会
文化復興基金は文化復興委員会により管理されており、文化省の選定による11名のメンバーで構成されている。メンバーは以下の通り。
- サー・デイモン・バッフィーニ（委員長）
- ニール・メンドーザ（英語版） CBE（文化復興再生担当委員）
- サー・ニコラス・セロタ（英語版） CH（イングランド芸術協議会議長）
- サー・ローリー・マグナス（英語版） CBE（ヒストリック・イングランド委員長）
- ルネ・オリヴェリ（ナショナル・ロッテリー遺産基金（英語版）委員長）
- ジェイ・ハント（英語版）（英国映画協会理事、委員会メンバー）
- エマ・スクワイア（文化省 芸術・遺産・観光担当局長）
- クレア・ウィテカー（英語版） OBE（民営委員会メンバー）
- ケイト・フォール（英語版）（民営委員会メンバー）
- ヘマン・パテル MBE（民営委員会メンバー）
- サミール・シャー（英語版） CBE（民営委員会メンバー）

## 助成金交付
2020年8月22日、基金から資金を受領する最初の135団体が公表された。第一段階ではバーミンガムのサンフラワー・ラウンジ、ブライトンのグリーン・ドア・ストアやマンチェスターのゴリラなどのように民衆に根ざした音楽会場のみが含まれていた。
2020年10月12日には助成金を受ける多くの受給者が公表された。この段階で1385団体に総額2億5700万ポンドが分配されている。さらに、2020年10月17日には追加として588の組織に対し総額7600万ポンドが支給されることも発表された.。この段階においての資金受給者にはミリタリー・ワイブス・クワイア、サマセット・ハウスやパペット・シアター・バージなどが含まれている。
2021年4月2日、大型助成金を受領する第2弾が発表され、2272団体に総額2億6200万ポンドが分配された。文化省も文化的建造物や施設などに8200万ポンドの資金を提供すると発表した.。
2021年10月に別の段階が発生し、142ケ所の施設が3500万ポンドの資金割り当てを受けた。